# Punama brunnea
Punama brunnea är en insektsart som beskrevs av Frederick Arthur Godfrey Muir 1913. Punama brunnea ingår i släktet Punama och familjen sporrstritar. Inga underarter finns listade i Catalogue of Life.